# 交叉項
在線性代數中，若二次型（quadratic form）中的項並非平方項，也就是說包含超過一個變數，這個項被稱為交叉項（cross-term）。
在信号处理領域中，交叉項通常指的是該項包含了兩個以上的元素（信號），與之相對的則是自身項（auto-term），自身項中只包含一個元素。
通常在進行時頻分析時，我們都會希望盡量避免交叉項的產生，因為交叉項會使得多個訊號疊加的時頻分布的圖形變得難以解讀，不同訊號之間也會難以分離。

## 線性代數中的交叉項
令 {\displaystyle x,y\in \mathbb {R} ^{n}} ， {\displaystyle n} 是自然數 ，假設我們要展開 {\displaystyle (x+y)^{T}(x+y)} ，則經過計算可以得到：
{\displaystyle {\begin{aligned}(x+y)^{T}(x+y)&=x^{T}x+y^{T}x+x^{T}y+y^{T}y\\&=||x||^{2}+2(x\cdot y)+||y||^{2}\end{aligned}}}
其中 {\displaystyle ||x||^{2}} 和 {\displaystyle ||y||^{2}} 都屬於自身項，因為它們分別只包含了一個變數；{\displaystyle 2(x\cdot y)} 則是交叉項，因為它包含了 {\displaystyle x} 和 {\displaystyle y} 兩個元素。

## 韋格納分布中的交叉項
韋格納分布的定義如下：
{\displaystyle W_{x}(t,f)=\int _{-\infty }^{\infty }x(t+{\frac {\tau }{2}})x^{*}(t-{\frac {\tau }{2}})e^{-j2\pi \tau f}\cdot d\tau }
其中 {\displaystyle x} 代表原始訊號、{\displaystyle t} 是轉換後的時間軸座標、{\displaystyle f} 是轉換後的頻率軸座標。若我們設 {\displaystyle x(t)=\alpha g(t)+\beta s(t)}，並將韋格納分布的公式展開如下：
{\displaystyle {\begin{aligned}W_{x}(t,f)&=\int _{-\infty }^{\infty }x(t+{\frac {\tau }{2}})x^{*}(t-{\frac {\tau }{2}})e^{-j2\pi \tau f}\cdot d\tau \\&=\int _{-\infty }^{\infty }{\big [}\alpha g(t+{\frac {\tau }{2}})+\beta s(t+{\frac {\tau }{2}}){\big ]}{\big [}\alpha ^{*}g^{*}(t-{\frac {\tau }{2}})+\beta ^{*}s^{*}(t-{\frac {\tau }{2}}){\big ]}e^{-j2\pi \tau f}\cdot d\tau \\&=\int _{-\infty }^{\infty }{\big [}|\alpha |^{2}g(t+{\frac {\tau }{2}})g^{*}(t-{\frac {\tau }{2}})+|\beta |^{2}s(t+{\frac {\tau }{2}})s^{*}(t-{\frac {\tau }{2}})\\&\quad +\alpha \beta ^{*}g(t+{\frac {\tau }{2}})s^{*}(t-{\frac {\tau }{2}})+\alpha ^{*}\beta g^{*}(t-{\frac {\tau }{2}})s(t+{\frac {\tau }{2}}){\big ]}e^{-j2\pi \tau f}\cdot d\tau \\&=|\alpha |^{2}W_{g}(t,f)+|\beta |^{2}W_{s}(t,f)\\&\quad +\int _{-\infty }^{\infty }{\big [}\alpha \beta ^{*}g(t+{\frac {\tau }{2}})s^{*}(t-{\frac {\tau }{2}})+\alpha ^{*}\beta g^{*}(t-{\frac {\tau }{2}})s(t+{\frac {\tau }{2}}){\big ]}e^{-j2\pi \tau f}\cdot d\tau \\\end{aligned}}}
其中 {\displaystyle W_{g}} 和 {\displaystyle W_{s}} 就是自身項，剩下的積分項就是交叉項。